# БДСМ
БДСМ (на английски: BDSM) е субкултура, основаваща се на еротичния обмен на власт, нетрадиционни форми на сексуални отношения, базирани на ролеви игри на господство и подчинение. Освен това в БДСМ се предполага спазването на определени рамки – принципите за Безопасност, Доброволност и Разумност (на английски: SSC – Safe, Sane, Consensual).
Физиологически БДСМ е основана на опитите да се повиши нивото на възбуда на човека за сметка на съзнателното нарушаване на едни или други социално-детерминирани условия или табу.
Абревиатурата БДСМ е позната от 90-те години на 20 век и се състои от имената на следните 3 съставляващи опозиционни двойки:
- BD (на английски: Bondage & Discipline – Връзване и Дисциплина)
- DS (на английски: Domination & Submission – Доминиране и Подчинение)
- SM (на английски: Sadism & Masochism – Садизъм и Мазохизъм)

## Термини
- Доминиращ/а
- Подчинен/а
- Суич (от английското switch – превключвам) – който или която променя своята позиция от доминантна на подчинена и обратно[2]
- копрофилия - при практикуването му извън рамките на връзка копрофалията е най-често срещана в БДСМ средите, но в никакъв случай не се ограничава само дотам.
- Ванила

## Аспекти

### Доминация и подчинение
Доминация и подчинение (на английски съкращавано като D&s, Ds, D/s, от „Dominance and submission“) e набор от поведения, обичаи и ритуали, свързани с контролирането и/или подчинението от страна на едно лице спрямо друго, най-често по време на еротичен акт, но може да бъде и част от отношенията в общото им ежедневие, съжителство или контакти.
Може да бъде описано като част от по-скоро менталното възприемане на БДСМ отношенията, което всъщност е реалността при много партньорски отношения, които като цяло не се смятат и не биват осъзнавани като садомазохистични, но разликата е, че в БДСМ те са търсени съзнателно. И обсегът на индивидуални характеристики в това отношение варира широко.

## Отношения

### Роли
В БДСМ отношенията партньорът, който има активна роля в един акт, действие или в цялата връзка е описан като „този, който е отгоре“ (top), роля, която включва причиняването на болка, деградирането, унижението или подчиняването на другия партньор. Партньорът, „който е отдолу“ (bottom), се подчинява доброволно на действията на този, който е отгоре.
Смяна на ролите (switch) се нарича размяната на ролите „отгоре-отдолу“.